# Mosquée An-Nur an-Na'im
La mosquée An-Nur an-Na'im est une des mosquées de Phnom Penh. Elle se trouve dans le nord de la ville, entre la route nationale 5 et le Tonlé Sap, à environ 1 km au nord de la mosquée Nur ul-Ihsan et à 8 km du centre ville. La mosquée originale, construite en 1901, a été détruite par les Khmers rouges. Le nouveau bâtiment, en brique, possède un dôme et quatre minarets.